# Kommunistisk Arbejdskreds
Kommunistisk Arbejdskreds (KAK) startede som et dansk maoistisk parti, stiftet i 1963 af blandt andre Gotfred Appel, Benito Scocozza og Frede Klitgård, der var gået ud af Danmarks Kommunistiske Parti, hvis linje de anså for revisionistisk.
Gotfred Appel udviklede i de første par år efter partiets grundlæggelse den såkaldte "snylterstatsteori", ifølge hvilken arbejderklassen i de vestlige samfund nok som arbejderklasse producerede merværdi til kapitalistklasse, men samtidig er bestukket af den udbyttende klasse derved, at den får del i store profitter, som stammer fra den imperialistiske udbytning af den tredje verden. Denne bestikkelse var så omfattende, at der ikke reelt var noget revolutionært potentiale i den vestlige arbejderklasse, hvorfor man i KAK valgte at fokusere på at støtte nationale og socialistiske befrielsesbevægelser i den tredje verden, som ifølge denne teori var de eneste, der havde et reelt revolutionært potentiale.
Både vurderingen af den hjemlige arbejderklasse og elementer af snylterstatsteorien skabte store interne stridigheder i partiet, og dette førte til, at et stort antal medlemmer forlod KAK i 1965, herunder bl.a. Benito Scocozza. Mange gik med i SF, VS eller disses ungdomsparti SUF, hvorfra en del senere gik ud og dannede KFML.
KAK beskæftigede sig op gennem 60´erne og 70´erne med demonstrationer mod Vietnam-krigen, filmen "De grønne djævle" og Verdensbankens kongres i Bella Centret. Under en aktion prøvede medlemmer fra KAK at sætte ild til det dengang nyopførte Bella Center. Ved hjælp af molotovcocktails satte medlemmer ild på dele af bygningen, men sprinklersystemet slukkede hurtigt branden. Efter dette blev sikkerheden skærpet inden Verdensbankens kongres.
KAK dannede i 1968 ungdomsorganisationen KUF (Kommunistisk Ungdoms Forbund). For at yde materiel støtte til befrielsesbevægelser oprettede man TTA – "Tøj Til Afrika". TTA indsamlede tøj, der blev sorteret, presset og sendt til flygtningelejre i Afrika. Her stod befrielsesbevægelserne for at uddele tøjet til flygtningene. For at finansiere transporterne, og for at rejse penge til befrielsesbevægelser, afholdt man månedlige loppemarkeder i TTAs lokaler i Titangade, København. De vigtigste organisationer, man støttede i Afrika, var ZANU (Zimbabwe), MPLA (Angola) og FRELIMO (Mozambique)
I 1969 kom det til brud med Kina. Herefter stod gruppen alene, og dets internationale relationer var primært befrielsesbevægelser fra Den tredje verden. I 1969 oprettede KAK kontakt til organisationen PFLP, bedre kendt som Folkefronten til Palæstinas Befrielse (The Popular Front for the Liberation of Palestine).
Flere KAK-medlemmer, herunder også den egentlige leder Gotfred Appel, rejste flere gange til Mellemøsten og mødte PFLP's ledelse.
KAK blev splittet i 1978, og hovedparten af medlemmerne fortsatte i den nye organisation Manifest-Kommunistisk Arbejdsgruppe. To af lederne – Gotfred Appel og Ulla Houton – valgte at videreføre KAK og genoptog forbindelsen til Kina, hvis officielle verdensbillede de formidlede indtil 1980, hvor sidste nummer af Kommunistisk Orientering udkom.
KAK og efterfølgeren Manifest-Kommunistisk Arbejdsgruppe blev kendt i medierne i 1989, da fire medlemmer blev arresteret i forbindelse med det, der blev kendt som Blekingegadesagen.